# エンドチアペプシン
エンドチアペプシン(Endothiapepsin, EC 3.4.23.22)は、以下の化学反応を触媒する酵素である。
ペプシンAと類似した基質特異性でタンパク質を加水分解する。P1位及びP1’位の疎水性残基を選択的に分解するが、インスリンB鎖のAla14-LeuやZ-Glu-Tyrは分解しない。レンネットを分解する。
この酵素は、子嚢菌のクリ胴枯病菌(Endothia parasitica)から単離された。